# Pawieł Tarasow
Pawieł Timofiejewicz Tarasow (ros. Павел Тимофеевич Тарасов, ur. 1914 w miejscowości Ihreń, obecnie część Dniepropietrowska, zm. 29 lipca 1944 w Ukmerge) – radziecki lotnik wojskowy, major, Bohater Związku Radzieckiego (1944).

## Życiorys
Urodził się w rosyjskiej rodzinie robotniczej. Po ukończeniu 7 klas szkoły uczył się w technikum kolejowym, od 1934 służył w Armii Czerwonej, w 1936 ukończył wojskową lotniczą szkołę pilotów w Woroszyłowgradzie (obecnie Ługańsk), od 1940 należał do WKP(b). Od czerwca 1941 uczestniczył w wojnie z Niemcami, początkowo jako szturman (nawigator) 15 pułku lotnictwa myśliwskiego, którego 28 czerwca 1942 został dowódcą, walcząc w składzie 278 Dywizji Lotnictwa Myśliwskiego 3 Korpusu Lotnictwa Myśliwskiego 8 Armii Powietrznej 4 Frontu Ukraińskiego. Do grudnia 1943 wykonał 235 lotów bojowych, w walkach powietrznych strącił 24 samoloty wroga. W 1944 był zastępcą dowódcy 812 pułku lotnictwa myśliwskiego, 24 maja 1944 został inspektorem ds. techniki pilotażu 265 Dywizji Lotnictwa Myśliwskiego. Zginął w wypadku lotniczym przy oblatywaniu nowego myśliwca Jak-3 i został pochowany w Ukmerge na Litwie.

## Odznaczenia
- Złota Gwiazda Bohatera Związku Radzieckiego (13 kwietnia 1944)
- Order Lenina (13 kwietnia 1944)
- Order Czerwonego Sztandaru (dwukrotnie)
- Order Wojny Ojczyźnianej I klasy